# Empire Tower, Bangkok
The Empire Tower là một tòa nhà nằm ở quận Sathon, Bangkok, Thái Lan, nằm giáp với Đường Sathon và đường Narathiwat, gần với Ga Chong Nonsi (Tuyến Silom của BTS Skytrain). Empire Tower 1 hiện là tòa nhà cao thứ 6 ở Thái Lan và Bangkok. Nó là tòa nhà văn phòng cao nhất ở Thái Lan. Empire Tower 1 có 62 tầng và cao 227m.